# Malaltia per dipòsit lisosòmic
Les malalties per emmagatzematge lisosòmic o per dipòsit lisosòmic, són un grup de trastorns hereditaris, que produeixen els seus primers símptomes generalment en la infantesa o adolescència, escurçant l'expectativa de vida i provocant graus variables de discapacitat en les persones afectades. Són causades per alteracions genètiques que comporten un mal funcionament dels enzims lisosòmics, la qual cosa provoca l'acumulació anormal de diferents substàncies no metabolitzades en els lisosomes amb el consegüent dany funcional de la cèl·lula i la seva mort tard o d'hora per autofàgia o apoptosi.

## Freqüència
Si bé cadascuna de les malalties d'aquest grup és poc freqüent, considerant-les en conjunt afecten a un individu entre 5000 i 7000, la qual cosa suposa de 200 a 300 casos per a una població d'un milió d'habitants. D'entre les quasi seixanta identificades avui dia, la més comuna és la malaltia de Fabry, seguida per la de Gaucher.

## Causa
Els lisosomes són orgànuls que estan situats a l'interior de la cèl·lula, envoltats d'una membrana, i contenen diferents enzims que tenen com a funció degradar nombrosos tipus de polímers, tant proteïnes com a àcids nucleics, polisacàrids i lípids. Els lisosomes posseeixen més de 50 enzims degradatius diferents; les mutacions dels gens que codifiquen aquests enzims són les causants de les malalties d'emmagatzematge lisosòmic. La no degradació dels polímers biològics fa que aquests s'acumulin afectant al funcionament cel·lular. Això provoca diverses patologies neurodegeneratives de curs fatal.

## Classificació
Depenent del defecte bioquímic i la substància que s'acumuli en els lisosomes es distingeixen les següents malalties:
- Esfingolipidosis:
  - Dipòsit de glucocerebròsids: malaltia de Gaucher.
  - Deficiència d'esfingomielinasa àcida:[7] malaltia de Niemann-Pick.
  - Glicolipidosis: malaltia de Fabry, malaltia de Krabbe i leucodistròfia metacromàtica.
  - Gangliosidosis: malaltia de Tay-Sachs, malaltia de Schindler,[8] malaltia de Sandhoff.[9]
- Deficiència de l'enzim àcid ceramidasa: malaltia de Farber[10] i malaltia de Krabbe.
- Galactosialidosis.[11]
- Mucopolisacaridosis: Incloent la síndrome de Hurler,[12] síndrome de Scheie,[13] síndrome de Hunter (mucopolisacaridosi tipus II),[14] síndrome de Sanfilippo, síndrome de Morquio, síndrome de Maroteaux-Lamy, síndrome de Sly.[15]
- Glicogenosis: malalties per dipòsit de glucogen: malaltia de Pompe o glicogenosi tipus II.
- Glicoproteïnosis: S'inclou la sialidosi o mucolipidosi I,[16] fucosidosi,[17] mannosidosi alfa,[18] aspartilglucosaminúria.[19]
- Defectes en el processament i el transport de les hidrolases àcides: S'inclouen en aquest apartat la mucolipidosi II, la III alfa/beta[20] la III gamma[21] i la IV.[22]